# Ава Далуш
Ава Далуш (англ. Ava Dalush, род. 23 июня 1989, Мансфидд, Ноттингемшир) — британская порноактриса и эротическая фотомодель, лауреатка премии XBIZ Award.

## Биография
Родилась 23 июня 1989 года в Мэнсфилде, графство Ноттингемшир. Имеет шотландские и мексиканские корни. Детство Авы было не очень счастливым. Отца часто не было дома; в нескольких интервью Далуш называла мать безответственным и незрелым человеком.
До порно Ава начала карьеру в качестве вебкам-модели в эротическом видеочате. С ней связалась компания, предложив работу модели, а британское подразделение Playboy предложило фотосессии. Отправившись в Лондон, Ава встретила на выставке XBIZ порноактрису Саманту Бентли и режиссёров Gazzman и Scarlet Revel, который предложили ей пройти кастинг в качестве актрисы.
Воодушевлённая тем, как она вышла, несмотря на волнение, которое подтвердила в интервью, Ава дебютировала в порноиндустрии в октябре 2012 года, в возрасте 23 лет.
Снималась для таких продюсеров, как Evil Angel, New Sensations, Harmony, Jules Jordan Video и другие.
Со слов актрисы, первую часть сценического имени она придумала в супермаркете и сначала оно звучало как «Ева», а после было изменено на «Ава». Что касается фамилии, то артистка неравнодушна к букве D, из которой в конечном итоге вышло имя Далуш.
В 2014 году получила две первые крупные номинации на AVN Awards: «лучшая иностранная исполнительница года», а также «лучшая сцена иностранного производства» за фильм Private Gold 162: 19th Birthday Present: the Greatest Orgy.
В 2015 году была номинирована на AVN Awards в категории «лучшая сцена секса от первого лица» за Doctor Whore Porn Parody. В этом же году получила номинацию на XBIZ Award как лучшая иностранная исполнительница года, а также выиграла в категории «лучшая сцена секса (виньетка)» с фильмом I Love My Hot Wife.
В марте 2015 года журнал Penthouse назвал её «киской месяца». В январе 2016 года Далуш была объявлена Danni Girl месяца.
В 2016 году вновь была номинирована на XBIZ Award как иностранная исполнительница года, а также на AVN Awards в категории «лучшая лесбийская сцена» за фильм Mother’s Little Helper.
Ушла из индустрии в 2018 году, снявшись в 139 фильмах.
У Авы есть татуировки в виде мексиканского и британского флагов на верхней части спины, надпись на марокканском на правом предплечье и тату в виде сердца на правой лодыжке.

## Премии и номинации
| Год  | Церемония         | Результат | Номинация                                  | Работа                                   |
| ---- | ----------------- | --------- | ------------------------------------------ | ---------------------------------------- |
| 2013 | Sex Awards        | Номинация | Самая горячая новая девушка                | н/д                                      |
| 2014 | AVN Awards        | Номинация | Лучшая иностранная исполнительница года    | н/д                                      |
| 2014 | AVN Awards        | Номинация | Лучшая секс-сцена зарубежного производства | 19th Birthday Present: the Greatest Orgy |
| 2015 | AVN Awards        | Номинация | Лучшая секс-сцена от первого лица          | Doctor Whore Porn Parody                 |
| 2015 | AVN Awards        | Номинация | Награда поклонников: лучшая грудь          | н/д                                      |
| 2015 | Spank Bank Awards | Номинация | Boobalicious Babe of the Year              | н/д                                      |
| 2015 | XBIZ Award        | Победа    | Лучшая сцена секса (виньетка)              | I Love My Hot Wife                       |
| 2015 | XBIZ Award        | Номинация | Лучшая иностранная исполнительница года    | н/д                                      |
| 2016 | AVN Awards        | Номинация | Лучшая лесбийская сцена                    | Mother’s Little Helper                   |
| 2016 | XBIZ Award        | Номинация | Лучшая иностранная исполнительница года    | н/д                                      |

## Избранная фильмография
- Samantha Bentley Is Filthy[16],
- My Hotwife’s Black Bull 2[17],
- Taste[18],
- Dana Vespoli’s Real Sex Diary 2[19],
- Girls in Tight Spandex[20],
- Housemates 2[21],
- Initiation of Ava Dalush[22],
- UK Sporty Babes[23].